# Novopreobrajenne, Svatove
Novopreobrajenne (în ucraineană Новопреображенне) este un sat în comuna Mankivka din raionul Svatove, regiunea Luhansk, Ucraina.

## Demografie
Componența lingvistică a localității Novopreobrajenne
     Ucraineană (92,68%)
     Rusă (7,32%)
Conform recensământului din 2001, majoritatea populației localității Novopreobrajenne era vorbitoare de ucraineană (92,68%), existând în minoritate și vorbitori de rusă (7,32%).